# 제42회 청룡영화상
제42회 청룡영화상은 2021년 11월 26일 서울특별시 여의도 KBS홀에서 진행되었다.

## 수상 및 후보
수상작 및 수상자는 가장 위에 굵은 글씨와 이중 칼표()로 표시하였다.

### 최우수 작품상
- 모가디슈 - 류승완 수상
- 내가 죽던 날 - 박지완
- 승리호 - 조성희
- 인질 - 필감성
- 자산어보 - 이준익

### 감독상
- 모가디슈 - 류승완 수상
- 낙원의 밤 - 박훈정
- 세자매 - 이승원
- 자산어보 - 이준익
- 승리호 - 조성희

### 남우주연상
- 자산어보 - 설경구 수상
- 모가디슈 - 김윤석
- 자산어보 - 변요한
- 승리호 - 송중기
- 모가디슈 - 조인성

### 여우주연상
- 세자매 - 문소리 수상
- 내가 죽던 날 - 김혜수
- 기적 - 임윤아
- 낙원의 밤 - 전여빈
- 콜 - 전종서

### 남우조연상
- 모가디슈 - 허준호 수상
- 모가디슈 - 구교환
- 싱크홀 - 이광수
- 기적 - 이성민
- 승리호 - 진선규

### 여우조연상
- 세자매 - 김선영 수상
- 기적 - 이수경
- 콜 - 이엘
- 내가 죽던 날 - 이정은
- 세자매 - 장윤주

### 신인남우상
- 낫아웃 - 정재광 수상
- 인질 - 김재범
- 싱크홀 - 남다름
- 인질 - 류경수
- 잔칫날 - 하준

### 신인여우상
- 혼자 사는 사람들 - 공승연 수상
- 내가 죽던 날 - 노정의
- 최선의 삶 - 방민아
- 어른들은 몰라요 - 이유미
- 애비규환 - 정수정

### 신인감독상
- 내가 죽던 날 - 박지완 수상
- 발신제한 - 김창주
- 최선의 삶 - 이우정
- 인질 - 필감성
- 콜 - 이충현

### 음악상
- 자산어보 - 방준석 수상
- 기적 - 김태성
- 낙원의 밤 - 모그
- 모가디슈 - 방준석
- 콜 - 달파란

### 미술상
- 모가디슈 - 김보묵 수상
- 기적 - 김희진
- 승리호 - 장근영
- 자산어보 - 이재성
- 콜 - 배정윤

### 기술상
- 승리호 - 정성진 외 1명 수상
- 낙원의 밤 - 황진모
- 모가디슈 - 윤대원
- 모가디슈 - 이희경
- 자산어보 - 심현섭

### 각본상
- 자산어보 - 김세겸 수상
- 기적 - 이장훈 외 1명
- 내가 죽던 날 - 박지완
- 모가디슈 - 류승완 외 1명
- 세자매 - 이승원

### 인기스타상
- 구교환 수상
- 송중기 수상
- 전여빈 수상
- 임윤아 수상

### 한국영화 최다관객상
- 모가디슈

### 편집상
- 자산어보 - 김정훈 수상
- 모가디슈 - 이강희
- 발신제한 - 김창주
- 승리호 - 남나영 외 1명
- 인질 - 김창주

### 촬영조명상
- 자산어보 - 이의태 외 1명 수상
- 낙원의 밤 - 김영호 외 1명
- 모가디슈 - 최영환 외 1명
- 승리호 - 변봉선 외 1명
- 콜 - 조영직 외 1명

### 단편영화상
- 오토바이와 햄버거 - 최민영 수상
- 걸어도 걸어도 - 김태희
- 굿바이, 제인 - 김용천
- 그 노래를 찾아라 - 조용환
- 돌림총 - 이상민
- 둔내면 임곡로 - 전시형
- 모든 것은 숲으로 돌아간다 - 오륭
- 불모지 - 이탁
- 삼춘 - 한준희
- 침묵 - 이교주

## 같이 보기
- 제57회 백상예술대상
- 제56회 대종상
- 제15회 아시안 필름 어워즈